# 馬孔英
马孔英，明朝将领，宣府（今河北省张家口市宣化区）人。
马孔英是塞外降丁出身。积战功为宁夏参将。万历二十年（1592年），宁夏将领哱拜等联合卜失兔反明，马孔英跟随总兵李如松将其击败。万历二十四年，有抗御卜失兔、着力兔、宰僧之功。参与征讨播州杨应龙。因功进升为宁夏副总兵、都督同知。以总兵官镇守贵州。后以冒功被弹劾，罢官归乡，去世。